# Sherman tábornok fája
Sherman tábornok fája (angolul General Sherman Tree) egy óriás mamutfenyő (Sequoiadendron giganteum) az Egyesült Államokban. 
Törzsének közel 1487 köbméteres nagysága alapján (2012-es adat) a Föld legnagyobb törzstérfogatú fájának tartják. A fa a Sequoia Nemzeti Parkban található, az Óriás erdőben (Giant Forest), korát 1800–2700 évre becsülik.
A fát 1879 augusztusában James Wolverton nevezte el William Tecumseh Sherman amerikai polgárháborús tábornokról. Az 1886 és 1891 között létező utópista szocialista Kaweah Colony közösség Karl Marxról nevezte el a fát.

## Története
A General Sherman fát William Tecumseh Sherman amerikai polgárháborús tábornokról nevezték el. A hivatalos történet szerint, amely lehet, hogy apokrif, a fát 1879-ben James Wolverton természettudós nevezte el, aki Sherman alatt a 9. Indiana lovasság hadnagyaként szolgált a 9. Indiana lovasságnál.
Hét évvel később, 1886-ban a terület a Kaweah Colony (Kaweah-telep), egy utópisztikus szocialista közösség ellenőrzése alá került, amelynek gazdasága a fakitermelésen alapult. Megemlítve Sherman meghatározó szerepét az indiánháborúkban és az amerikai őslakos törzsek erőszakos áttelepítésében, átnevezték a fát Karl Marx tiszteletére. 1892-ben azonban a közösség feloszlott, elsősorban a Sequoia Nemzeti Park létrehozása miatt, és a fa visszakapta korábbi nevét.
1931-ben a közeli General Grant-fával való összehasonlítást követően a General Sherman fát a világ legnagyobb fájaként azonosították. Ennek a folyamatnak az egyik eredménye az volt, hogy a fatérfogat széles körben elfogadott szabvány lett a különböző fák méretének megállapítására és összehasonlítására.
2006 januárjában a fa legnagyobb ága (a régebbi fényképeken leginkább „L” vagy golfütő alakú, a törzs körülbelül negyedénél kiálló ágként látható) letört. Az esetnek nem volt szemtanúja, és az ág‍ - amelynek átmérője több mint 2 m, hossza pedig több mint 30 m, nagyobb, mint a legtöbb fatörzs‍ - összetörte a kerítés egy részét, és a környező járdát. A törés vélhetően nem utal a fa egészségi állapotának rendellenességére, sőt, akár természetes védekező mechanizmus is lehet a kedvezőtlen időjárási körülményekkel szemben..

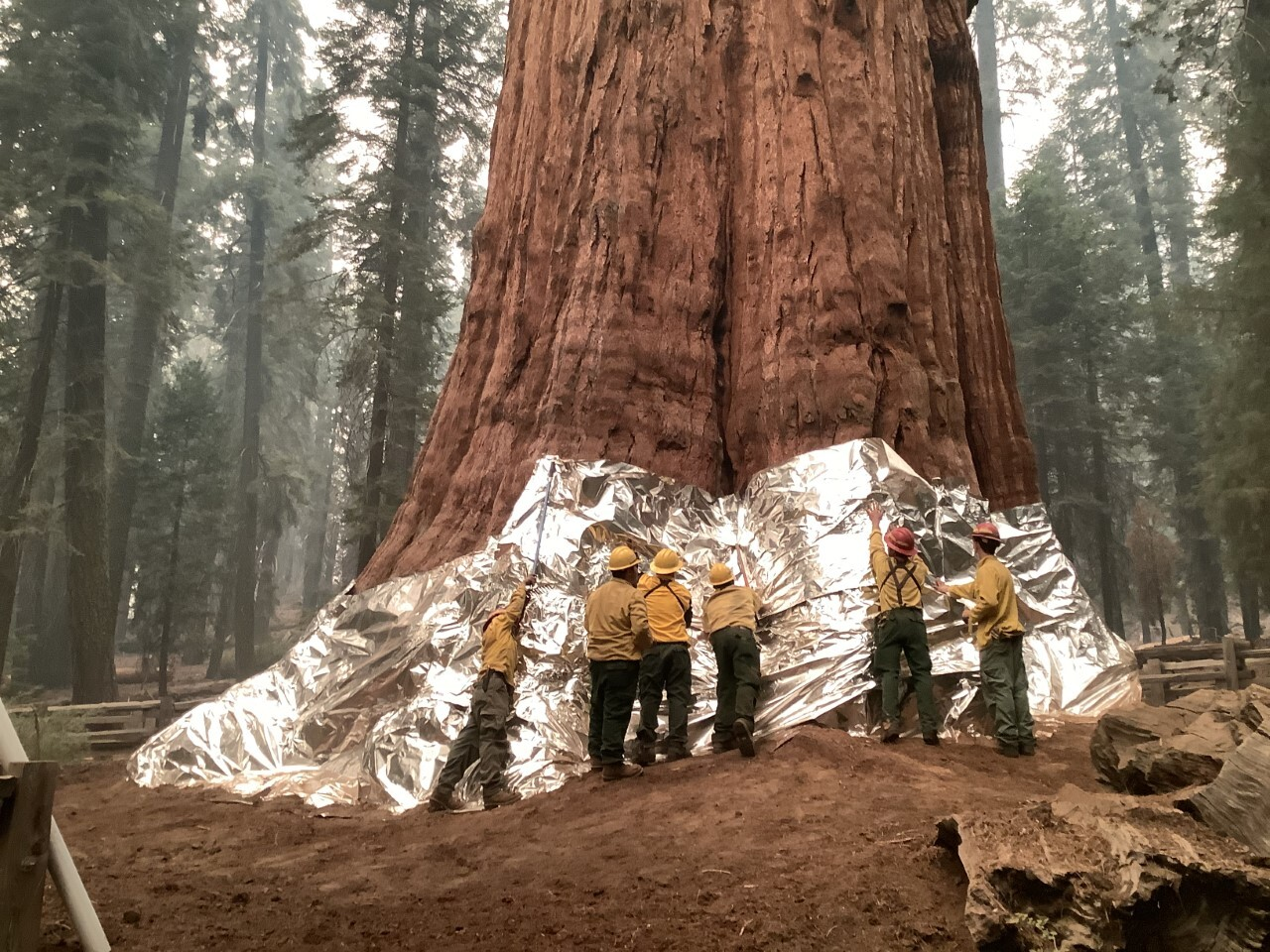
Hat sárga ruhába öltözött tűzoltó ezüstfóliából készült lapokat helyez el a fa töve körül, valamivel a fejük magassága fölött

2021. szeptember 16-án a fát a KNP Complex Fire fenyegette a Sequoia Nemzeti Parkban. A park és a tűzoltó személyzet a fa tövét egy olyan védőfóliába csomagolta, amelyet általában építményeknél használnak, arra az esetre, ha az erdőtűz megközelítené Sherman tábornok fáját - amely végül sértetlenül megmaradt.

## Képgaléria

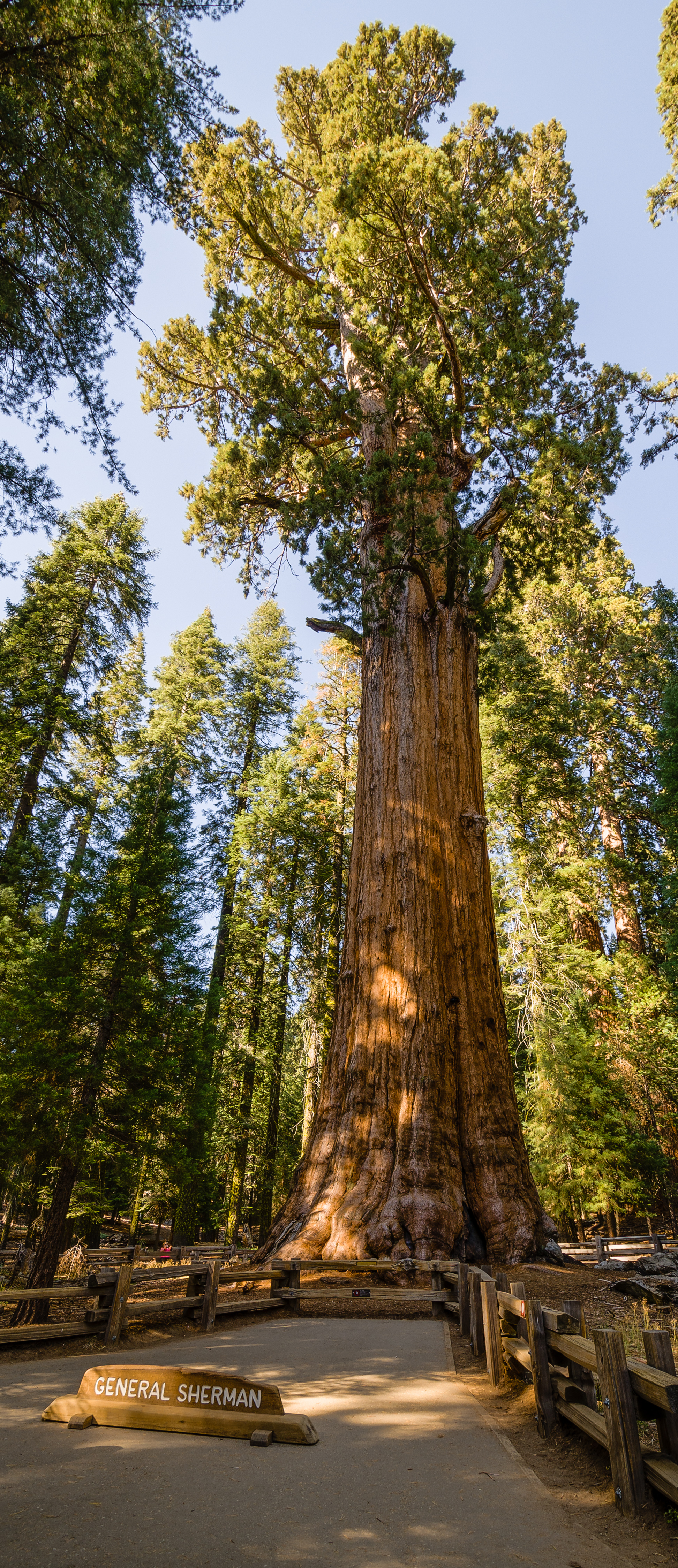
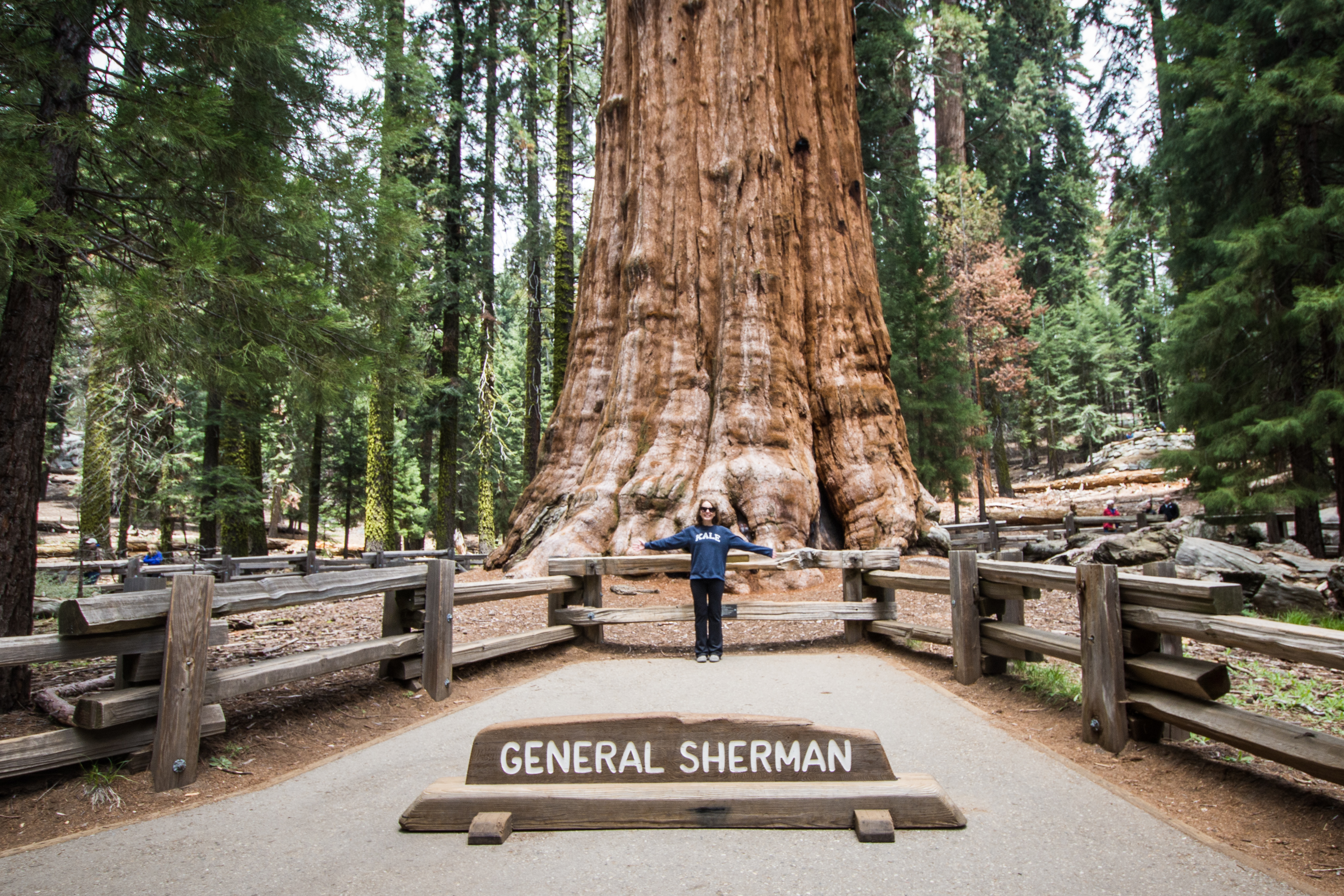
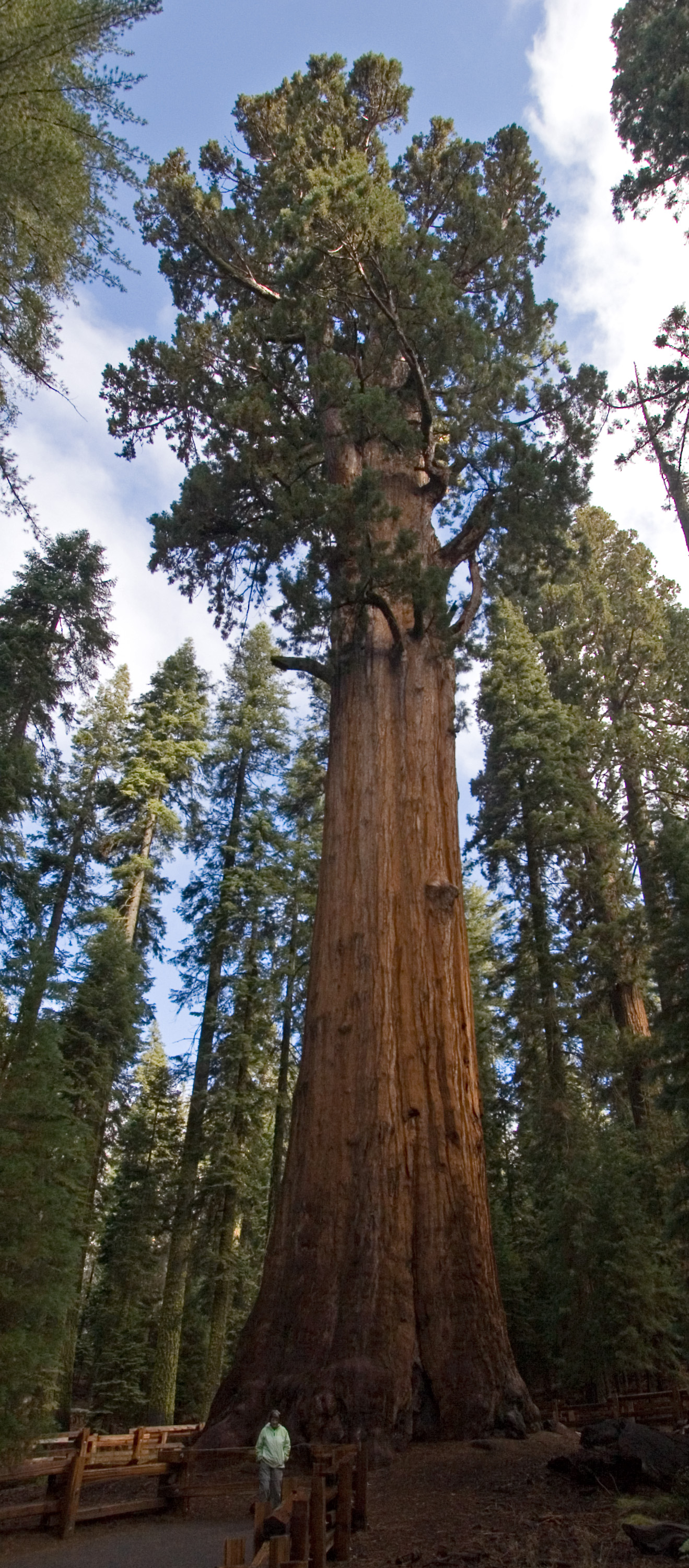
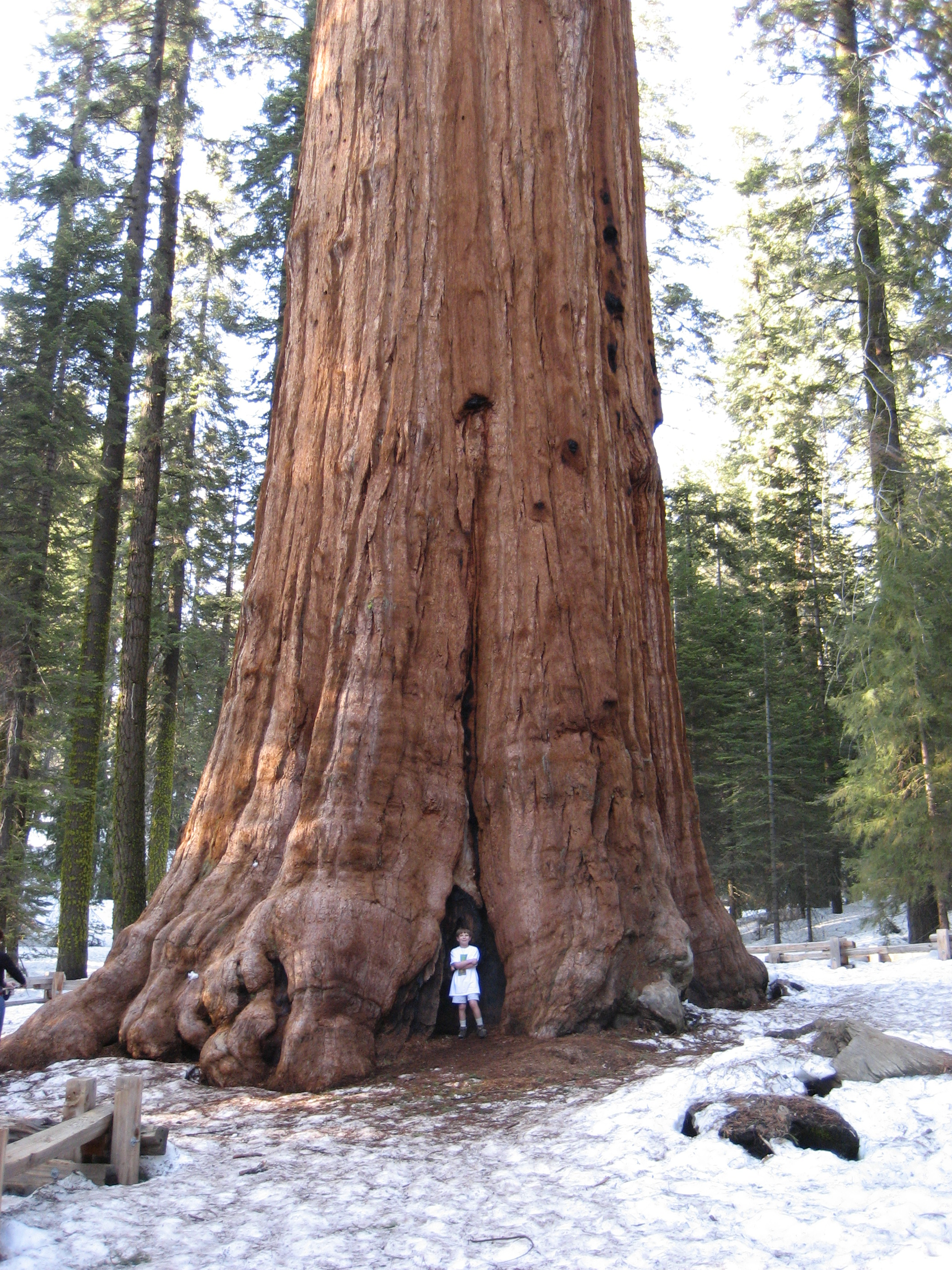
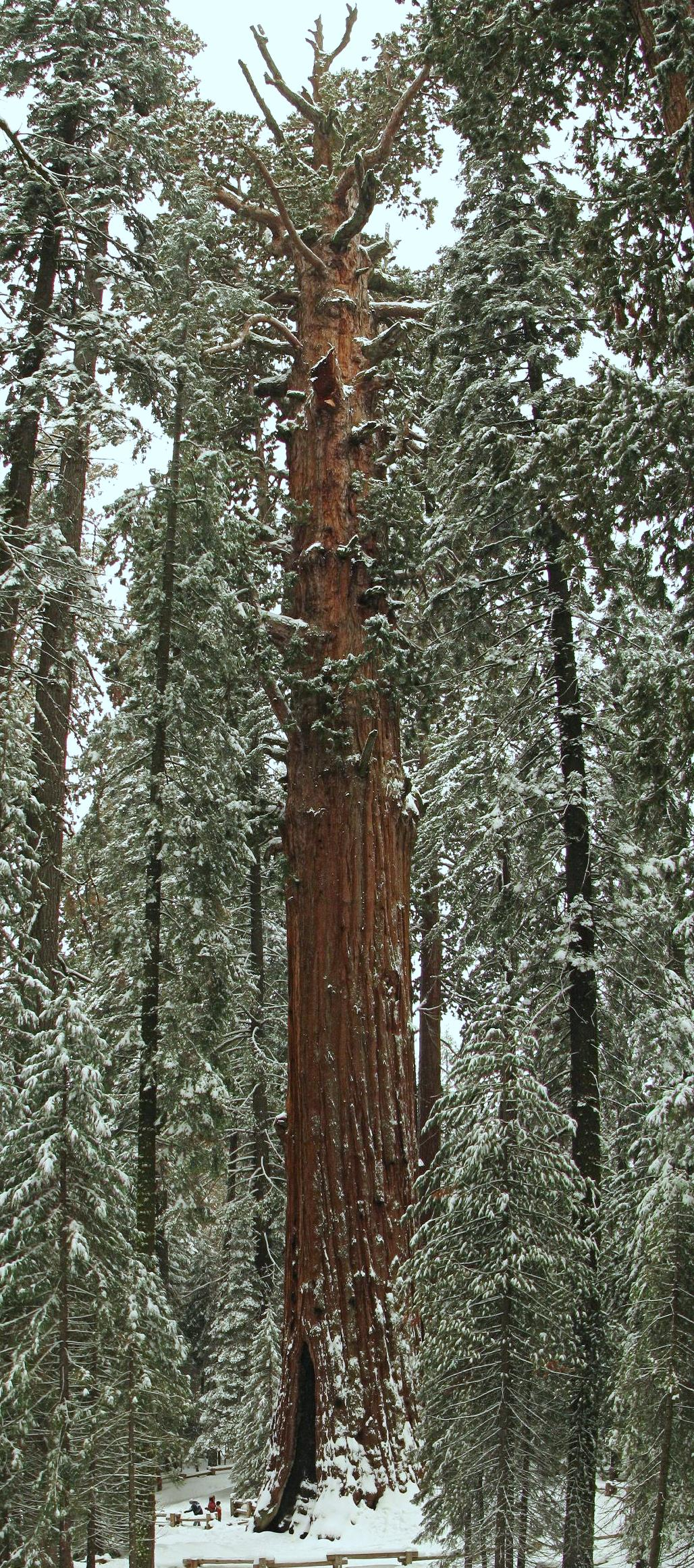
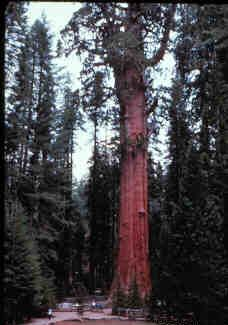

## Méretei
| magassága                                         | 83,80 m |
| kerülete a törzs aljánál                          | 31,10 m |
| a törzs aljának legnagyobb átmérője               | 11,10 m |
| átmérője 1,5 m magasságban                        | 8,25 m  |
| átmérője 18 m magasságban                         | 5,30 m  |
| átmérője 55 m magasságban                         | 4,30 m  |
| a legnagyobb ágának átmérője                      | 2,10 m  |
| az első nagyobb ág elhelyezkedése a földtől mérve | 39,60 m |
| a lombkorona átlagos szélessége                   | 32,50 m |